# Leon Janssens de Bisthoven
Leon Édouard Ghislain Marie Janssens - toevoeging in 1885 van de Bisthoven - (Sint-Niklaas, 3 februari 1859 - Brugge, 27 april 1938) was een Belgisch magistraat en gouverneur.

## Levensloop
Janssens de Bisthoven was de zoon van Ferdinand Janssens, raadsheer bij het hof van beroep in Gent, die in 1871 in de erfelijke adelstand werd verheven en in 1885 de Bisthoven aan zijn naam mocht toevoegen. Leon zelf ontving in 1922 de titel van baron, overdraagbaar bij eerstgeboorte.
Janssens de Bisthoven studeerde in het Sint-Barbaracollege in Gent, waar hij onder meer Georges Rodenbach en Emile Verhaeren als medestudenten had. Vervolgens behaalde hij zijn kandidaatsdiploma in de wijsbegeerte en letteren aan de Facultés Notre Dame in Namen en zijn doctoraat in de rechten aan de Rijksuniversiteit Gent (1882).
In 1886 verloofde hij zich en trouwde met Louise de Bie de Westvoorde (1859-1939), dochter van Jules de Bie de Westvoorde, burgemeester van Sint-Kruis. Ze kregen drie zoons en een dochter.

## Letterkundige
Bij de dood van zijn vader begon Leon Janssens aan het schrijven van een dagboek, onder de titel Agenda de familles.
Tijdens zijn universitaire studies begon hij poëzie te bedrijven. Tussen 1879 en 1890 schreef hij 65 gedichten.
In 1884 stichtte hij met enkele vrienden, Magasin littéraire et scientifique, die werd uitgegeven tot in 1898. Hij behoorde tot de redactie en publiceerde er verschillende gedichten in. Hij publiceerde er ook dissertaties, reisverhalen en boekbesprekingen.

## Magistraat
In 1885 werd hij substituut-procureur in Gent. Hij verwierf bekendheid doordat hij een proces aandeed aan de bestuurders van de Vooruit die loon van hun personeel achterhielden.
In 1897 werd hij procureur des Konings in Kortrijk en in 1898 in Brugge. Hij woonde toen opeenvolgend in Groeninge 37, in Predikherenstraat 25 en in Langestraat 21, het huis De Lombard, dat aan de Bie de Westvoorde toebehoorde. Vanuit die functie werd hij lid van het controlecomité over het Bedelaarswerkhuis in Brugge en het Verbeteringsgesticht in Ruiselede. In 1904 werd hij lid van de Edele Confrérie van het Heilig Bloed en werd er in 1913 proost van. In 1905 werd hij regeerder van de watering Eyensluis Groot Reigaertsvliet.
Janssens de Bisthoven spande twee opzienbarende processen in. Het eerste was tegen schrijvers Camille Lemonnier en Georges Eekhoud, die er van beschuldigd werden met hun boeken de goede zeden te hebben aangevallen. Het tweede was tegen Georges Marquet, die een speelzaal openhield in Oostende. Kansspelen waren in België verboden, maar de casino's werden oogluikend gedoogd. Janssens de Bisthoven zag het echter niet zo en ging uit van het principe 'de wet is de wet'. Men zag maar één middel om hem van dergelijke vervelende zaken af te houden en dat was door hem in 1910 advocaat-generaal bij het hof van beroep in Gent te benoemen. Dit verminderde echter zijn ijver niet om de wet toe te passen. Daarom vond men het beter hem gewoon af te voeren van het parket. In maart 1912 werd hij gouverneur van West-Vlaanderen.

## Gouverneur
Zodra gouverneur geworden, spande Janssens de Bisthoven zich in om zijn imago van strenge magistraat te verzachten en te vervangen door dat van de vaderlijke gouverneur.
De jaarlijkse opening van de zitting van de provincieraad was voor hem een gelegenheid om telkens een gedocumenteerde openingsrede te houden. In 1912 sprak hij over de zeevisserij, in 1913 over de seizoenarbeiders en in 1914 over de landbouw.
In 1914, na eerst nog een paar weken onder het Duits bevel in Brugge te zijn gebleven, vluchtte de gouverneur met zijn gezin via Nederland, Engeland en Frankrijk, om zich te vestigen in Veurne en vanaf januari 1915 in De Panne om van daar het kleine stukje onbezet West-Vlaanderen te besturen.
Op 22 oktober 1918 was hij weer in Brugge en op de 25ste kon hij er de koning en de koningin ontvangen.
Hij had voortaan een belangrijke opdracht in het organiseren van allerhande activiteiten voor de wederopbouw van de 'verwoeste gewesten'. Hij huldigde ook vaak monumenten in ter nagedachtenis van de gesneuvelden.
In de loop van 1932 wilde de regering zijn ontslag bekomen. Janssens de Bisthoven verzette zich hiertegen en uiteindelijk was het in juni 1933 dat hij ontslag nam en opgevolgd werd door minister Henri Baels.